# Колабораціонізм у Другій світовій війні

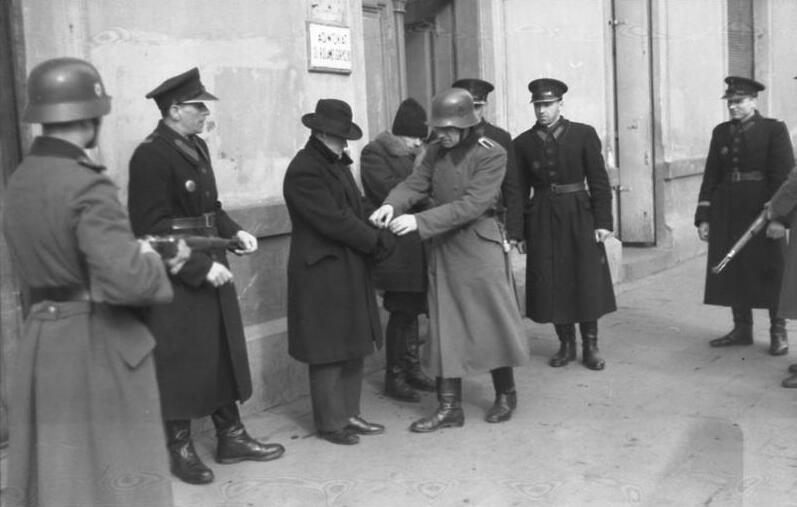
Синя поліція, назва колабораціоністських підрозділів польської поліції на окупованих німцями територіях Польщі

Колабораціоні́зм у Дру́гій світові́й війні́ — військове, політичне й економічне співробітництво громадян держав Антигітлерівської коаліції або представників основних етнічних груп цих держав із нацистською Німеччиною, Японією та фашистською Італією під час Другої світової війни.
Термін спочатку означав співробітництво громадян Франції (до якого закликав націю глава режиму Віші маршал Петен в 1940) із німецькою владою в період окупації Франції під час Другої світової війни. Потім застосовувався і до інших європейських урядів, що діяли під німецької окупацією (уряд Квіслінга в Норвегії, режими на кшталт Локотської республіки на окупованій території СРСР та ін.) або військових організацій із громадян окупованих країн під контролем країн гітлерівського блоку (Російська визвольна армія Власова, національні дивізії СС майже у всій Європі та ін.)
Вермахт та війська СС поповнили понад 1,5 мільйона осіб із числа громадян інших держав і національностей. Із них у роки війни було сформовано 59 дивізій, 23 бригади, кілька окремих полків, легіонів і батальйонів.

## Колабораціонізм в СРСР

Урочисте відкриття нацистами пам'ятника Петру І в Таганрозі. 18 липня 1943-го року.

Співпраця громадян СРСР з окупантами мала різні форми: військову, політичну, господарську, адміністративну. Причини, що спонукали їх до цього, були складними і неоднозначними, наслідком різних побутових, психологічних і світоглядних обставин. Серед цих людей було чимало антирадянськи налаштованих громадян, які сумлінно і віддано служили окупантам. Жорсткий тоталітарний сталінський режим, колективізація, сталінські репресії, втрата національної незалежності балтійськими державами призвели до того, що чимало громадян СРСР сприймало німецьких окупантів як визволителів..
Як свідчать численні джерела, комплектування колабораціоністських формувань  часто відбувалося приблизно за такою схемою. До табору військовополонених прибували вербувальники із представників німецького командування, білоемігрантів, власовських емісарів і починали шукати осіб, які з різних причин погоджувалися вступити на службу до німецької армії. З них створювалося ядро майбутнього підрозділу. За кількістю добровольців воно, зазвичай, було набагато менше визначеної штатної чисельності. Надалі новобранців відбирали вже за принципом фізичної придатності до несення стройової служби. Вони мали обмежений вибір: або примусова служба в німецькій армії, або голодна смерть. Від безвиході чимало погоджувалися носити німецький мундир, сподіваючись при нагоді зі зброєю в руках перейти на бік партизан або Червоної Армії.
Серед дослідників цієї проблеми немає єдиної думки щодо чисельності радянських громадян, що пішли на службу ворогові. За даними генерала армії М. А. Гарєєва, в різних охоронних, каральних частинах, в РОА та інших національних формуваннях перебувало близько 200 тис. осіб, із них у бойових збройних формуваннях - понад 100 тис. За підрахунками Л. Рєпіна за документами військового архіву в Потсдамі (Німеччина), в німецькій армії служили  не більше 180 тис. радянських громадян, із них приблизно половина — військовослужбовці, а решта — з числа цивільного населення.
Чисельність добровольців за національним складом і назвою формувань: кавказькі та «Туркестанські» батальйони — 40 тис. осіб, дивізія СС «Галичина» — 10 тис., з'єднання і частини РОА — 28 тис., козачі частини — 10 тис., будівельні та робочі батальйони — 15 тис., зенітні частини ППО — 5 тис. чоловік. Всього — 108 тис. осіб.
У цих підрахунках немає інформації про кількість осіб, що служили в лавах «Хіві» і допоміжної поліції. Повніші дані наведені в збірці «Велика Вітчизняна війна. 1941—1945», де стверджується, що до початку 1943 р. у Вермахті було до 400 тис. «Хіві», у службах з підтримання порядку — 60-70 тис. радянських громадян і до 80 тис. — у «східних батальйонах» і «східних легіонах». Всього — 540—550 тис. осіб.
Слід зазначити, що в 1943, після важких поразок на Східному фронті, нацисти, офіційно не визнаючи слов'янські та азійські народи арійцями, дозволили їм, окрім поляків, служити в Ваффен-СС

### Російський колабораціонізм
- Бойовий союз російських націоналістів
- Дивізія «Руссланд»
- Російський Добровольчий Полк «Варяг»
- Комітет визволення народів Росії
- 29-а гренадерська дивізія СС «РОНА» (1-а російська)
- Російська визвольна армія
- Російський корпус (Третій Рейх)
- Хіві
- 1-ша російська національна бригада СС «Дружина»
- 30-а гренадерська дивізія СС (2-а російська)

### Адміністрації, створені на окупованій території СРСР
- Республіка Зуєва
- Локотська республіка

### Козаки

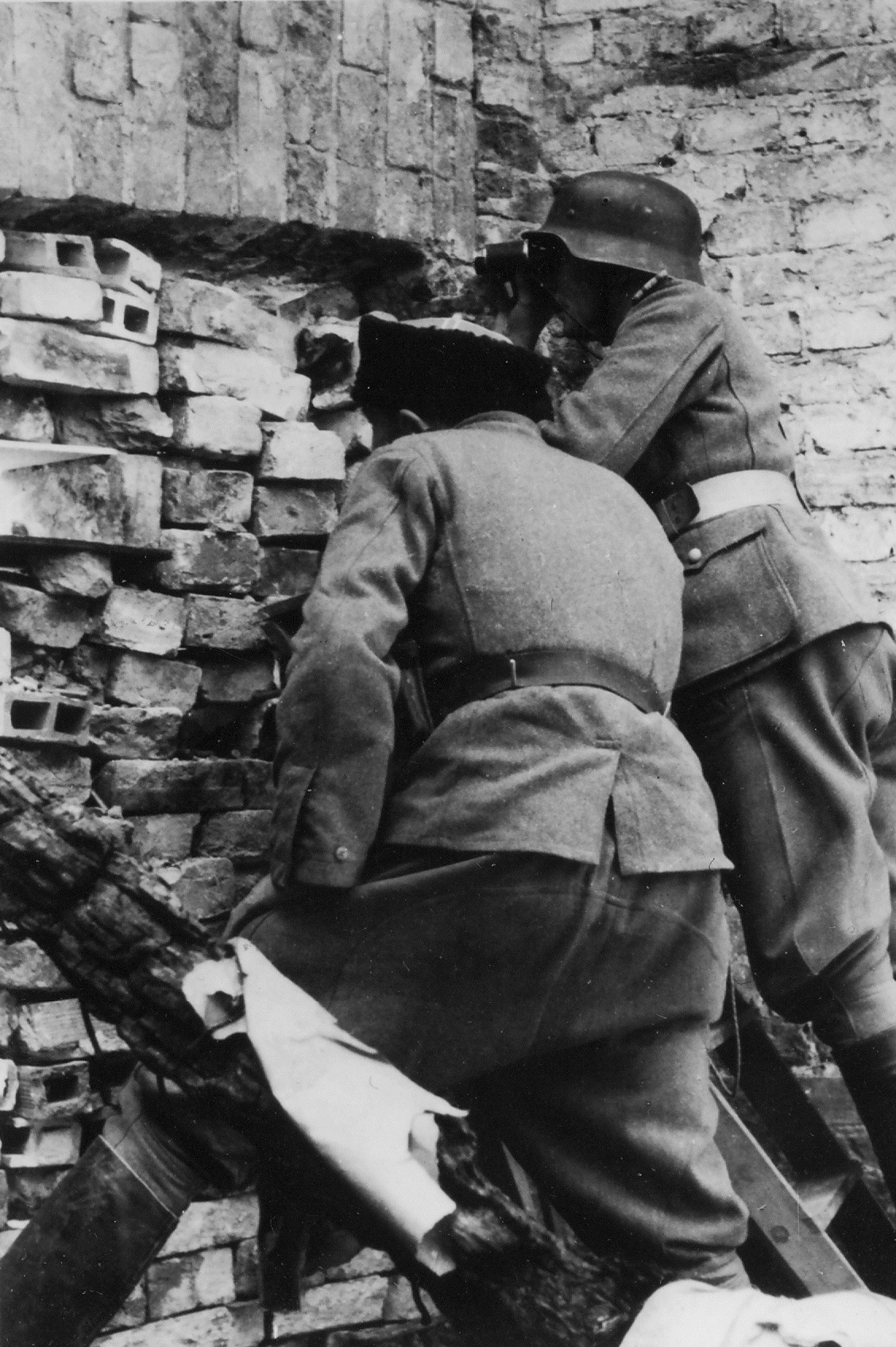
Німецький солдат і козак під час придушення повстання у Варшаві

На службі німецької армії були як донські козаки — громадяни СРСР, так і ті, що емігрували з Росії раніше і не були громадянами СССР.
- Козачий Стан
- 15-й козачий кавалерійський корпус СС

### Україна
Батальйони:
- «Нахтігаль» ;
- «Роланд».

Батальйони «Нахтігаль» і «Роланд» були розпущені в початку 1941 року, тобто вищезазначені батальйони участі в активних бойових діях не брали

### Країни Балтії
- 20-а гренадерська дивізія СС (1-а естонська)

### Білорусь
- Білоруська крайова оборона

## Чеський колабораціонізм
- Протекторат Богемії та Моравії
- Еміл Гаха
- Ярослав Крейчі
- Рудольф Беран
- Ріхард Бінерт
- Йозеф Єжек
- Національне партнерство Богемії і Моравії
- Рота СС «Святий Вацлав»

## Албанія
- Шефкет Верладжі

## Бельгія
- Леон Дегрель
- 28-а волонтерська гренадерська дивізія СС «Валлонія»

## Індія
- Субхаш Чандра Бос

## Індонезія
- Сукарно

## Італія
До 1943 р. в Італії був союзний німцям режим Б. Муссоліні. Однак у 1943 р., коли Італія оголосила війну Німеччині, на півночі країни був утворений колабораціоністський режим, відомий як Італійська соціальна республіка.

## Китай

### Маньчжурія
- Маньчжурська держава

## Чехія
- Еміль Гаха

## Югославія

### Хорватія
- Усташі
- Анте Павелич

### Сербія
- Сербський добровольчий корпус СС

### Македонія
- Піндсько-Мегленське князівство

## Антигітлерівський колабораціонізм
В СРСР діяли колабораціоністські організації «Вільна Німеччина» та «Союз німецьких офіцерів», в роботі яких брали участь полонені німецькі військовослужбовці і німецькі комуністи-емігранти. Керівник німецького колабораціоністського руху в Радянському Союзі — генерал Вальтер фон Зейдліц-Курцбах. Перебуваючи в полоні, про свою підтримку «Вільної Німеччини» заявив генерал-фельдмаршал Фрідріх Паулюс, який до полону командував німецьким угрупуванням під Сталінградом.
5 травня 1945 року відбувся бій при замку Іттер, в якому на боці американських військ воював разом з деякими іншими бійцями Вермахту німецький офіцер Йозеф Гангль, який в цьому ж бою був убитий снайпером СС